# Mauricio Ardila
Mauricio Alberto Ardila Cano (Medellín, 21 maggio 1979) è un ciclista su strada colombiano che corre per il team Orgullo Antioqueño. Professionista dal 2002, ha caratteristiche di scalatore ed è cugino di un altro ciclista pro, Alex Cano.

## Carriera
Esordisce da professionista con la Marlux-Ville de Charleroi nel 2002 ottenendo tre vittorie, tra cui una tappa del Tour de l'Avenir. Nel 2004, con la squadra rinominata in Chocolade Jacques-Wincor Nixdorf, partecipa al suo primo Giro d'Italia (la sua prima grande corsa a tappe da professionista), concluso al 31º posto, dopo essere stato tra i primi venti in classifica per diverse giornate. Nello stesso anno vince due tappe e la classifica finale del Tour of Britain e giunge secondo nella Rheinland-Pfalz Rundfahrt.
Nel 2005 viene ingaggiato dalla Davitamon-Lotto, squadra ProTour. Partecipa al Tour de Romandie, chiuso al 12º posto, e di nuovo al Giro d'Italia. Dopo la prima settimana è tra i primi dieci, ma dovrà abbandonare le aspirazioni di classifica dopo la tappa a cronometro Lamporecchio-Firenze, in cui perde quasi cinque minuti, e soprattutto dopo la quattordicesima tappa (da Egna a Livigno), in cui giunge con un ritardo di circa 42 minuti dal vincitore di giornata Iván Parra. Conclude il Giro in 27ª posizione.
Pochi mesi dopo partecipa alla sua prima Vuelta a España, ottenendo buoni risultati nelle tappe di montagna. Tenta la fuga nella 13ª tappa (da Burgos al Santuario de la Bien Aparecida), ma confonde la linea dell'ultimo Gran Premio della Montagna con quello del traguardo finale, che si trova 100 metri più avanti, esultando prima dell'arrivo; l'errore gli costa la tappa: negli ultimi metri viene infatti beffato da Samuel Sánchez, che vanifica i 148 chilometri di fuga di Ardila, costretto ad accontentarsi del terzo posto. Conclude la Vuelta all'ottavo posto.
Gli anni successivi, dal 2006 al 2010, con la maglia della Rabobank, sono invece piuttosto deludenti: vince una sola corsa, una tappa della Vuelta a Urabá in Colombia, e non ottiene più alcun risultato di rilievo nelle grandi corse a tappe (chiude comunque quindicesimo al Giro d'Italia 2010). Nel 2011 passa alla Geox-TMC di Mauro Gianetti, nel 2012 torna quindi in patria per gareggiare prima con la Colombia-Comcel e poi, dal 2013, con l'Aguardiente Antioqueño-Lotería de Medellín-IDEA.

## Palmarès
- 1999 (Dilettanti)

Classifica generale Vuelta de la Juventud Colombia
11ª tappa Vuelta a Guatemala (Antigua)
- 2000 (Dilettanti)

4ª tappa Vuelta a Antioquia (Bello)
Classifica generale Vuelta de la Juventud Colombia
- 2001 (Dilettanti)

Classifica generale Vuelta de Higuito
- 2002

Classifica generale Vuelta al Valle del Cauca
10ª tappa Tour de l'Avenir (Saint-Flour)
4ª tappa Giro di Svezia (Huskvarna)
- 2004

1ª tappa Clásica de la Libertad (San Rafael)
2ª tappa Tour of Britain (Sheffield)
4ª tappa Tour of Britain (Celtic Manor)
Classifica generale Tour of Britain
- 2005

Circuito de Combita
2ª tappa Vuelta al Valle del Cauca (Alto de la Magdalena)
Classifica generale Vuelta al Valle del Cauca
5ª tappa Giro della Bassa Sassonia (Sankt Andreasberg)
- 2006

4ª tappa Vuelta a Urabá
- 2014

3ª tappa Clásica Ciudad de Girardot (Girardot)
Classifica generale Clásica Nacional Marco Fidel Suárez
5ª tappa Vuelta a Boyacá (Tunja)

### Altri successi
- 2005

Classifica scalatori Giro della Bassa Sassonia
- 2012

3ª tappa Vuelta a Bolivia (Santa Cruz de la Sierra, cronosquadre)

## Piazzamenti

### Grandi Giri
- Giro d'Italia

2004: 31º
2005: 27º
2006: 98º
2007: 67º
2008: 20º
2009: 41º
2010: 15º
2011: 122º
- Vuelta a España

2005: 8º
2006: 67º
2007: 67º
2008: ritirato (15ª tappa)
2010: 120º
2011: ritirato (5ª tappa)

### Competizioni mondiali
- Campionati del mondo

Zolder 2002 - In linea Elite: ritirato
Verona 2004 - In linea Elite: 21º
Salisburgo 2006 - In linea Elite: 101º
Stoccarda 2007 - In linea Elite: ritirato
Mendrisio 2009 - In linea Elite: ritirato